# Leopoldo von Wiese
Leopoldo Max Walther von Wiese und Kaiserswaldau (Kłodzko, 2 de diciembre de 1876- Colonia (Alemania), 11 de enero de 1969) fue un sociólogo y economista alemán.

## Biografía
Wiese fue profesor de sociología en la Universidad de Colonia a partir de 1919, y fue presidente de la Sociedad alemana de sociología (Deutsche Gesellschaft fur Soziologie) hasta 1933, año de toma de poder de Adolf Hitler. Publicó obras importantes sobre la ética. En 1954 fue vicepresidente de la Asociación Internacional de Sociología.
Sobre la obra de Wiese, Luis Recaséns Siches publicó en 1943 “una exposición sistemática del problema filosófico sobre el Derecho”; para Siches, Wiese es un gran ensayista de la sociología formalista.

## Publicaciones en español
- Sociología: historia y principales problemas. Traducción de Rafael Luengo Tapia. Barcelona: Labor, 1932. 171 páginas. OCLC 36877802
- Rasgos fundamentales de una teoría general de la organización. En: Revista de estudios políticos, ISSN 0048-7694, N.º 79, 1955, p. 25-34. Centro de Estudios Políticos y Constitucionales, 1955. OCLC 711588825
- La filosofía de los pronombres personales. En: Revista de estudios políticos, ISSN 0048-7694, N.º 134, 1964, p. 5-10. OCLC 756087050
- Lo social en la vida y en el pensamiento. En: Reis: Revista española de investigaciones sociológicas, ISSN 0210-5233, N.º 64, 1993, p. 247-316. OCLC 756082246

## Recepción en español
- Leopoldo von Wiese. Luis Recaséns Siches. México: Fondo de cultura económica, 1943 y/o 1978. Série Sección de obras de sociología del Fondo de cultura económica (dirección de José Medina Echavarría). 199 páginas. OCLC 756912024
- José Joaquín Rodríguez González. Teoría sociológica y sociología del conocimiento en la obra de Leopold von Wiese. Tesis doctoral. Bilbao: Universidad del País Vasco, 1996. 604 páginas. ISBN 8475857949
- José Sánchez Cano. El formalismo sociológico y Leopold von Wiese. Série Estudios sociológicos. Madrid: UCM, Editorial Complutense, 2006. ISBN 8474917948